# Robert Löfgren
Johan Robert Löfgren, född 8 januari 1893 i Arvika landsförsamling, Värmlands län, död 24 maj 1978 i Klara församling, Stockholm, var en svensk målare och teckningslärare.
Han var son till sjökaptenen Emil Löfgren och Christina Jonsdotter. Gift 1918 med Gunhild Laura (Gully) Bergström (1892-1982).
Löfgren studerade vid Tekniska skolan 1910-1911, Althins målarskola 1912-1913 samt vid Konsthögskolan 1913-1917. Han tilldelades en kunglig medalj 1917 samt tre akademistipendier som han använde för studieresor till Tyskland, Italien, Frankrike, Spanien och England. Han har medverkat i samlingsutställningar med Svenska konstnärernas förening och Sveriges allmänna konstförenings utställningar i Stockholm. Separat har han ställt ut på Konstnärshuset i Stockholm. 
Hans konst består av landskapsmotiv och porträtt i olja. Som porträttör har han utfört över 400 porträtt bland annat av häradshövding H.A. Hamilton, Jussi Björling och Gustav V. 
Löfgren är representerad vid Nationalmuseum med två porträtt, Sjöhistoriska museet med tre porträtt, Eskilstuna Konstmuseum, Östersunds museum, Kungliga operan, Generaltullstyrelsen och landstingen i Halmstad, Kristianstad och Uppsala samt domkapitlet i Karlstad.
Han var anställd som lärare i figurteckning vid Tekniska skolan 1927-1945 och extra ordinarie facklärare vid Konstfackskolan 1946-1952 och därefter facklärare vid Högre konstindustriella skolan,